# Джентри, Антония
Анто́ния Боне́я «То́ни» Дже́нтри (англ. Antonia Bonea «Toni» Gentry; род. 25 сентября 1998 года, Атланта, Джорджия, США) — американская актриса, наиболее известная по роли Джинни Миллер в сериале Netflix «Джинни и Джорджия».

## Биография
Родилась 25 сентября 1997 года в Атланте, штат Джорджия. Её отец Тони Джентри — англичанин, а мать Сандра Джентри — ямайка. Антония — единственный ребёнок в семье. С раннего возраста Джентри интересовалась театром и хотела стать актрисой. Её первым актёрским опытом была роль в постановке любительского театра, которую написала её мать. Среди прочих увлечений Джентри — пение и игра на пианино.
Посещала школу изобразительных искусств имени Джона Ш. Дэвидсона в городе Огаста. В 2019 году окончила университет Эмори. Во время учёбы в университете была членом импровизационной комедийной труппы Rathskeller Comedy Improv Group. Также Джентри играла в университетском театре в таких пьесах, как «Ромео и Джульетта», «Буря» и др.

## Карьера
Актёрскую карьеру начала в 2015 году, сыграв в короткометражном фильме «Lone Wolf Mason». В 2018 году появилась в небольшой роли в фильме «Банка конфет». В 2019 году снялась в одном из эпизодов сериала «Воспитание Диона».
В 2019 году, через две недели после окончания университета, Джентри получила главную роль Джинни Миллер в новом сериале «Джинни и Джорджия». Сериал был выпущен компанией Netflix 24 февраля 2021 года. В мае 2023 года был продлен на третий и четвертый сезон.

## Личная жизнь
C 2012 по 2022 год состояла в отношениях с американским композитором и музыкальным продюсером Эзрой Паундсом. Джентри и Паундc учились вместе в старшей школе.
В настоящее время проживает в Лос-Анджелесе (Калифорния).

## Фильмография
| Год          |     | Русское название    | Оригинальное название              | Роль          |
| ------------ | --- | ------------------- | ---------------------------------- | ------------- |
| 2015         | кор | —                   | Lone Wolf Mason                    | Мэдисон       |
| 2015         | ф   | —                   | Driver's Ed: Tales from the Street | Сара          |
| 2018         | ф   | Банка конфет        | Candy Jar                          | Джасмин       |
| 2019         | с   | Воспитание Диона    | Raising Dion                       | Венди         |
| 2021 — н. в. | с   | Джинни и Джорджия   | Ginny & Georgia                    | Джинни Миллер |
| 2024         | ф   | Времени в обрез     | Time Cut                           | Саммер        |
| 2024         | ф   | Пара для выпускного | Prom Dates                         | Джесс         |

## Награды и номинации
| Год  | Награда               | Категория          | Работа            | Результат |
| ---- | --------------------- | ------------------ | ----------------- | --------- |
| 2021 | MTV Movie & TV Awards | Лучший прорыв года | Джинни и Джорджия | Номинация |